# Santorso
Santorso település Olaszországban, Veneto régióban, Vicenza megyében. Lakosainak száma 5574 fő (2023. január 1.). Santorso Piovene Rocchette, Schio, Velo d'Astico és Zanè községekkel határos.

## Népesség
A település népességének változása:
| Lakosok száma | 5764 | 5711 | 5574 |
|               | 2017 | 2018 | 2023 |